# Frigia helespóntica

Mapa del Imperio aqueménida con la división en satrapías hacia el 500 a. C.

La Frigia helespóntica fue una satrapía aqueménida situada en Anatolia, y que comprendía las regiones de Tróade, Misia y Bitinia. Su capital era la ciudad de Dascilio, al sur de Cízico, en Misia.
Farnabazo III fue sátrapa de esta región durante el reinado del rey de reyes Darío III, hasta que Alejandro Magno puso en sus sustitución al general Calas, quien a su vez fue sustituido por Arrideo tras el Pacto de Triparadiso. De acuerdo con Estrabón, la Frigia epicteta y la helespóntica comprendían a la Frigia menor (Misia). Otros geógrafos indican cosas diferentes.